# Rachel Berry
Rachel Berry is een personage van de Amerikaanse televisieserie Glee van Fox Broadcasting Company, gespeeld door Lea Michele. Ze is een van de leden van het fictieve zangkoor en de feitelijk bestaande Glee Cast.

## Biografie
Rachel Berry is opgevoed door een homo-echtpaar als enig kind en is al van jongs af aan op zoek naar manieren om in de schijnwerpers te staan. Ze is een enorme fan van musicals en heeft ook aan veel zangwedstrijden meegedaan. Ook heeft ze op haar Myspace-pagina veel filmpjes van zichzelf geplaatst waarin ze zingt. Ze wordt echter behoorlijk belachelijk gemaakt door de cheerleaders en andere leerlingen van McKinley High.
Wanneer de leraar Spaans Will Schuester besluit om als vanouds weer een koor op te zetten, is het dan ook Rachel die zich als een van de eersten aanmeldt en hem wegblaast. Rachel is best wel egocentrisch als het gaat om het delen van de schijnwerpers en wil dan ook het liefst nummer één zijn als het gaat om solo-optredens, tot ergernis van de andere koorleden. Vooral met de nogal modebewuste homoseksuele Kurt Hummel ligt zij vaak in de clinch. Gaandeweg leren zij elkaar beter kennen en doen ze zelfs samen enkele duetten.
Vanaf het begin heeft Rachel al een oogje op footballquarterback Finn Hudson. Hij lijkt haar ook wel leuk te vinden, maar heeft op dat moment een relatie met cheerleader Quinn Fabray.
Als duidelijk wordt dat Quinn zwanger is en beweert dat Finn de vader is, dreigt Rachels droom om ooit Finns vriendin te worden in duigen te vallen. Finn en Rachel groeien wel naar elkaar toe en delen intieme momenten, ook al heeft hij officieel nog een relatie met Quinn. Als Rachel ontdekt dat Quinn liegt over de vader van haar kind, maakt ze aanstalten om het Finn te vertellen.
Ondanks hun onderlinge problemen zijn de duetten samen met Finn erg intiem en vrolijk en klikt het geweldig tussen de twee. Ze krijgen losjes een relatie, maar Finn is toch niet helemaal onder de indruk van hun relatie en maakt het uit, tot groot verdriet van Rachel.
Rachel leert de leadzanger Jesse St. James van hun concurrenten Vocal Adrenaline kennen als zij een nummer zoekt voor hun zangopdracht. De twee vallen al snel voor elkaar en Jesse besluit om zich aan te sluiten bij New Directions om bij haar te kunnen zijn. En net op dat moment besluit Finn dat zij toch de ware voor hem is en hij haar voor zich terug wil winnen.
Jesse heeft echter een geheime agenda. Hij heeft van zijn coach Shelby Corcoran de opdracht gekregen om met Rachel 'vrienden' te worden. Shelby blijkt namelijk de biologische moeder van Rachel te zijn. Shelby heeft gefungeerd als draagmoeder voor de vaders van Rachel in ruil voor geld om zo haar droom als artiest te kunnen waarmaken. Deze droom is echter mislukt. Ze wil graag weer herenigd worden met haar dochter, maar ze mag geen contact met Rachel hebben tot die 18 jaar is, tenzij Rachel zelf daartoe het initiatief neemt.
Rachel geeft aan Jesse te kennen dat zij soms best wel een moeder mist en nieuwsgierig naar haar is. Jesse stelt voor (in opdracht van Shelby) om te gaan duiken in haar verleden en terwijl zij oude spullen doorzoeken, laat hij een bandje met daarop een bericht van Shelby in een van de dozen vallen. Rachel vindt alles confronterend worden en wil het bandje niet beluisteren. Uiteindelijk weet Jesse haar zover te krijgen. Op het bandje zingt Shelby het Les Misérables-nummer 'I Dreamed a Dream'. Het grijpt Rachel erg aan.
Later in het seizoen, wanneer Rachel en enkele koorleden spioneren bij de repetitie van Vocal Adrenaline, ziet Rachel hoe Shelby de groep coacht. Als Shelby het nummer 'Funny Girl' van Barbra Streisand zingt, beseft Rachel dat Shelby haar moeder is en confronteert ze haar hiermee. Beiden weten niet wat ze nu moeten en de hoge verwachtingen die er waren zijn weg.
Shelby realiseert zich dat ze veel gemist heeft en besluit Rachel op afstand te houden. Begripvol maar ook verdrietig aanvaardt Rachel dit besluit.
Ondertussen hapert de relatie met Jesse. Jesse heeft zijn werk gedaan voor Shelby en voelt zich niet geaccepteerd door het koor. Hij gaat terug naar Vocal Adrenaline en maakt het uit met Rachel. Later maakt hij Rachel ook nog eens belachelijk door haar met een list naar de parkeerplaats te lokken, waar zij door zijn koorgenoten en ook door Jesse wordt bekogeld met eieren.
Als New Directions op de 'Regionals' verliest, is ze er behoorlijk kapot van. Maar ze beseft dat vriendschap niets kapot kan krijgen. Het koor krijgt nog een jaar de tijd om zich voor te bereiden en de 'Regionals' te winnen. Haar relatie met Finn wordt nieuw leven ingeblazen, maar eindigt in het tweede seizoen drastisch als ze erachter komt dat Finn geen maagd meer is, zoals hij beweerde. Aan het eind van het tweede seizoen probeert Finn Rachel voor zich terug te winnen, maar dat verloopt heel moeilijk. Rachel en de rest van het koor reizen naar New York om samen deel te nemen aan de 'Nationals'. Rachel beseft door haar reis naar New York dat ze maar één ding wil in het leven en dat is op Broadway staan. Jammer genoeg beseft ze dat dat nooit zal lukken als ze met Finn samen zou zijn. Tijdens het optreden op de 'Nationals' kust Finn Rachel op de mond en kijkt iedereen met grote ogen mee. Aan het eind van het tweede seizoen beslist Rachel ten slotte om toch nog voor Finn te kiezen.
Tijdens het derde seizoen wordt de band tussen Kurt en Rachel alsmaar hechter. Samen proberen zij in NYADA binnen te geraken. NYADA is een strenge, conservatieve maar vooral beroemde toneel- en dansschool. Daarnaast doet Finn Rachel ook nog een huwelijksaanzoek. Tegen het advies van haar ouders in accepteert zij dit aanzoek. Aan het eind van het derde seizoen beseft Finn dat hij Rachel zal moeten laten gaan, want anders zal ze haar droom nooit kunnen verwezenlijken en beslist hij om niet met Rachel te trouwen.
In het vierde seizoen zit Rachel niet meer op McKinley High maar in New York samen met Kurt. Kurt werd niet door NYADA toegelaten en loopt nu stage bij Vogue.com. Tijdens dit seizoen is vooral te zien hoe moeilijk Rachel het op school heeft, hoezeer zij Finn mist en hoe ze het telkens weer aan de stok krijgt met haar bijzonder strenge danslerares, gespeeld door Kate Hudson.